# Schmalblättriges Laichkraut
Das Schmalblättrige Laichkraut (Potamogeton ×angustifolius Bercht. & J.Presl; Syn.: Potamogeton ×zizii W.D.J.Koch ex Roth, Potamogeton ×babingtonii A.Benn.) ist eine Naturhybride aus der Pflanzengattung Laichkräuter (Potamogeton) innerhalb der Familie der Laichkrautgewächse (Potamogetonaceae). Sie ist ein Hybride zwischen Potamogeton lucens und Potamogeton gramineus.

## Beschreibung
Das Schmalblättrige Laichkraut ist eine ausdauernde krautige Pflanze. Es bildet ein kräftiges Rhizom mit einem Durchmesser von 3 bis 4 Millimetern. Die Wasserblätter sind stachelspitzig, dünn, durchscheinend, oft mehr oder weniger gefaltet, sitzend oder kurz gestielt, die oberen sind länger gestielt als die unteren. An der Stängelbasis sind die Wasserblätter zu Phyllodien reduziert. Die Schwimmblätter sind länger gestielt, bis 10 Zentimeter lang und 3 Zentimeter breit und mehr oder weniger ledrig.
Die Blütezeit ist von Mai bis Oktober. Der Ährenstiel ist verdickt.
Es ist die einzige Hybride in der Gattung Laichkräuter, die reichlich blüht und Früchte bildet.
Die Früchtchen sind 2,5 bis 3 Millimeter lang, es ist nicht bekannt, ob sie auch keimfähig sind.
Die Chromosomenzahl der Art ist 2n = 52.

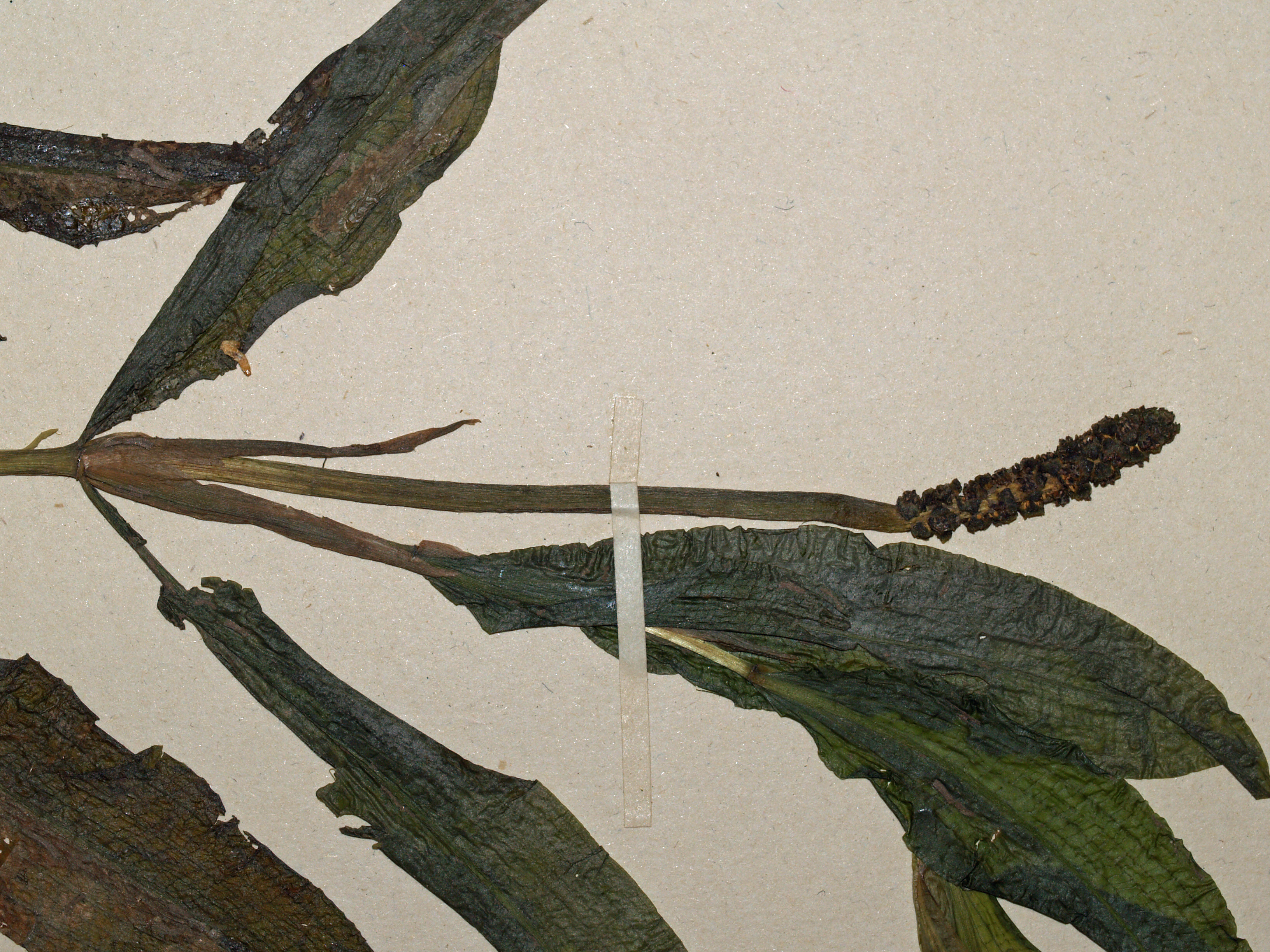
Schmalblättriges Laichkraut (Potamogeton ×angustifolius)

## Vorkommen
Das Verbreitungsgebiet des Schmalblättrigen Laichkrauts reicht von Europa bis zum westlichen Himalaja. Es kommt vor in Gesellschaften der Ordnung Potamogetonetalia.

## Ökologie
Das Schmalblättrige Laichkraut ist eine Wasserpflanze, die in stehenden oder langsam fließenden, basen- und häufig kalkreichen, schwach meso- bis eutrophen Gewässern über sandig-kiesigem bis schlammigem Grund, in 1 bis 2, selten bis zu 5 Metern Wassertiefe wächst; es erträgt auch kurzzeitige Austrocknung und bildet dann eine Landform aus.

## Taxonomie
Die Erstbeschreibung des Schmalblättrigen Laichkrauts als Potamogetin ×angustifolius erfolgte durch Jan Svatopluk Presl in F.Berchtold & J.S.Presl, Prir. Rostlin 1(Zabnj.): 19 (1821). Später wurde es nochmals als neu beschrieben durch Albrecht Wilhelm Roth als Potamogeton ×zizii W.D.J.Koch ex Roth in Enum. Pl. Phaen. Germ. 1(1): 531 (1827), der die Autorschaft W.D.J Koch zuwies. Mit dem Namen ehrte er den deutschen Botaniker und Lehrer in Mainz Johann Baptist Ziz.